# Обещание (телесериал, 2006)
Обещание (оригинальное название — IAST: Kasamh Se, хинди क़सम से, англ. «I Swear») — популярный индийский телесериал, мыльная опера, транслировавшаяся по Zee TV. Как и подавляющее большинство телесериалов «Balaji Telefilms» и Экты Капур его оригинальное название начинается с буквы К. Также как и некоторые другие телесериалы «Balaji Telefilms» он является телесериалом «смешанного жанра» («масала») и, кроме того, содержит в себе элементы гламура и реальной жизни; отражает характерную для 2000-х годов тенденцию сближения индийского телевидения с реальностью. Как и транслировавшийся одновременно по Zee TV телесериал «Saat Phere», «Обещание» предложило зрительской аудитории новый образ традиционной индийской женщины — здравомыслящей, решительной, привлекательной жены, которая почти не повышает голос, хорошо одевается и всегда носит мангалсутру — символ замужества.

## Сюжет
Три сестры Бани, Пия и Рано вынуждены уехать из родного города Маунт Абу после смерти отца. Повинуясь последней воле своего родителя они отправляются в Мумбаи просить о помощи сорокалетнего бизнесмена Джая Валиа, о котором ранее сёстры ничего не слышали. Перед отъездом старшая из сестёр, Бани, обещает всегда заботится о своих младших сёстрах и сохранить дом, в котором они вместе выросли.
В Мумбаи Бани устраивается на работу к Джаю и девушки поселяются в особняке Валиа на условиях арендаторов. Всем троим сопутствует успех: Бани получает повышение за повышением, Пия готовится выйти замуж за их покровителя, а Рано поступает в колледж. Однако ситуация меняется в один миг, когда Пия бежит со своей свадьбы с другим, более молодым мужчиной и старшей сестре приходится выйти замуж за Джая вместо неё. В ярости их благодетель начинает мстить сёстрам, отнимая у них всё, что им дорого. Однако Бани полна решимости исполнить своё обещание и выиграть борьбу со своим мужем, которого она уже начинает любить.
Восхищённый её умом, умениями, чуткостью и заботой Джай, сам того не желая, влюбляется в Бани. Но счастье их оказывается недолгим из-за прошлого Джая. Бани узнаёт, что он причастен к смерти её матери. Кроме того, на них обоих кто-то начинает совершать покушения. И чем ближе Бани подходит к разгадке личности их заказчика и организатора, тем опаснее это для неё и её близких, и тем труднее ей самой выполнять данное обещание.

## Актёры
| Персонаж                                                                      | Исполнитель роли                          | Описание |
| ----------------------------------------------------------------------------- | ----------------------------------------- | --- |
| Джай Валиа                                                                    | Рам Капур                                 | Богатый бизнесмен, владелец «Валиа групп». Очень упрям. Винит себя в смерти матери сестёр Дикшит. Пытается скрыть от Бани этот факт, опасаясь, что она его бросит. Когда Бани узнаёт об этом и выигрывает бракоразводный процесс, но теряет их общего ребёнка, он в отчаянии уезжает в командировку в Дубай. Там его с помощью алкоголя и наркотиков соблазняет Пия. Однако в ту же ночь он примиряется с женой, скрыв факт измены. Желая спасти Бани от пожизненного заключения Джай объявляет её в суде сумасшедшей. После сообщения о смерти Бани в результате побега из психбольницы даёт обещание жить только ради своих детей. По прошествии многих лет передаёт свой бизнес общим детям с Бани — Ганге и Вики. |
| Бани Дикшит / Бани Валиа / Дурга Дасгупта / Анамика / Матхили / Пронита Митра | Прачи Десаи / Гурдип Пундж (Кохли)        | Старшая из сестёр Дикшит. Влюбляется в Пушкара, но узнав, что он уже влюблён в Пию, даёт согласие на брак с Моханом Ханделвалом. Пытается отговорить Пию и Джая от брака, а накануне свадьбы — помешать побегу сестры с Пушкаром. Старается быть хорошей женой Джаю Валиа. Прощает его и Пию за измену. Пытается найти убийцу Сахила, но из-за предательства Пии и Джая суд приговаривает её к пяти годам в психиатрической больнице. В ней она рожает близнецов. Бани совершает побег и при поддержке Апараджита Деба через пять лет возвращается как Дурга Дасгупта, чтобы отомстить мужу и сестре. Потом она ненадолго примиряется с мужем, но узнав о беременности уходит от него, чтобы воспитать дочь Гангу в безопасности (для этого становится Анамикой). Через пять лет, чтобы спасти смертельно больную дочь, Бани опять воссоединяется с мужем и снова рожает близнецов. Вскоре теряет память и прежнюю внешность в результате покушения на её жизнь. Через 16 лет память к ней возвращается, и она, взяв новое имя — Пронита, пытается обличить и наказать своего убийцу. |
| Пия Дикшит / Пия Шукла                                                        | Рошни Чопра / Ашлеша Савант / Манси Верма | Средняя из сестёр Дикшит, жена Пушкара Шукла и Джая Валиа, мать Вира. Красавица. Любит гламур, развлечения и внимание со стороны мужчин. Мечтает о богатстве и высоком статусе. Влюблена в Пушкара, сотрудника в компании Джая Валиа, но несмотря на это даёт согласие на брак с его начальником. Раскаявшись в своём согласии бросает своего жениха в день свадьбы и бежит с Пушкаром. Позднее выходит замуж за Пушкара, но разочаровывается в нём и начинает завидовать своей старшей сестре, вышедшей замуж за Джая. В Дубае Пия соблазняет Джая и вскоре обнаруживает, что беременна от него. Пия объединяется с Джигьясой и Каруной, чтобы избавиться от Бани и самой выйти замуж за Джая. После возвращения Бани в особняк Валиа попадает в аварию и оказывается парализованной. Спустя много лет примиряется с сёстрами и пытается вернуть Проните (Бани) Джая. |
| Рано Дикшит / Рано Бали                                                       | Арунима Шарма / Паллави Субхаш Чандран    | Младшая из сестёр Дикшит. Учится в колледже. Выходит замуж за Сахила Валиа, младшего племянника Джая Валиа и становится невесткой Джигьясы. Рождает ему сына Варуна. После убийства Сахила выходит замуж за его старшего брата Ранвира. Ненавидит Пию за то, что она причинила много зла Бани. |
| Нишикант Дикшит                                                               | Манодж Джоши                              | Отец сестёр Дикшит. После смерти жены в аварии начинает много пить. Проклинает Джая Валиа, так как считает его виновником её смерти. Умирает от цирроза печени в больнице, оставив своих дочерей с большим долгом перед бизнесменом Ханделвалом. |
| Киран Дикшит                                                                  | Субанги Гохалс                            | Мать сестёр Дикшит, родом из богатой семьи Синдхания. Погибает в результате наезда на неё машины Джая Валиа. |
| Ранвир Бали                                                                   | Сиддхартх Сингх                           | Старший племянник Джая Валиа, муж Раши, отец Видьи. Обижен на Джая из-за быстрого возвышения Бани и пренебрежения им. Мечтает от полном контроле над семейным бизнесом и собственностью и рассматривает Бани как одно из препятствий на этом пути. Поэтому находит компромат на её сестру Пию и шантажирует им Бани. Дал обещание, что ни одной женщине не позволит получить хоть какое-то место в своей жизни, но ради того, чтобы его беременная сестра Ану вышла замуж женится сам на той девушке, с которой был помолвлен Сахил. Влюбляется в свою первую жену Раши, но повинуясь её решению женится на овдовевшей Рано. Сближается с Рано ухаживая вместе с ней за Варуном и работая в «Валиа групп». Когда Раши возвращается после пятилетнего отсутствия Ранвир оказывается в ситуации выбора между ней и Рано. |
| Сахил Бали                                                                    | Прашант Раньял                            | Младший племянник Джая Валиа. Учится в колледже, любит посещать клубы. Вступает в конфликт с Пушкаром и Бани из-за Пии. Влюбляется в Рано и бежит с ней, так как официально помолвлен с другой девушкой. Но Бани возвращает их домой и вместе с Ранвиром помогает пожениться согласно традициям. Покупает контрольный пакет акций «Валиа групп» с помощью Барнали. Убит. |
| Ану Бали / Ану Чопра                                                          | -                                         | Сестра Ранвира и Сахила. Её беременность от Рохита приводит к тройной свадьбе: Ану выходит замуж за Рохита, Сахил женится на Рано, Ранвир женится на Раши. |
| Джигьяса Бали                                                                 | Ашвини Калсекар / Джая Бхатачарья         | Сестра Джая Валиа, жена Адитьи, мать Ранвира и Сахила. Главный женский отрицательный персонаж. Считает, что сёстры Дикшит используют доброту Джая Валиа для извлечения личной выгоды. Её сын Сахил был наказан Джаем из-за Пии и Бани, поэтому Джигьяса пообещала отомстить всем сёстрам и добиться их изгнания из особняка Валиа. Но чтобы избавиться от старшей из них, ей приходится заключить союз со средней. Когда Рано становится её невесткой Джигьяса пытается настроить против неё свою дочь Ану. |
| Адитья Бали                                                                   | Джатин Сиал                               | Бывший муж Джигьясы, отец Ранвира и Сахила, друг Джая Валиа. Даёт обещание, что будет относиться к Рано как к родной дочери, чтобы добиться согласия Бани на брак её младшей сестры с Сахилом. |
| Бабушка                                                                       | Судха Шивпури                             | Мать Адитьи Бали. Сочувствует и помогает Бани Валиа наладить отношения с её мужем. |
| Билло Маси                                                                    | Сима Бхаргава                             | Тётя Джая Валиа и Джигьясы Бали. Собственник особняка Валиа. Много времени проводит в паломничествах и молитвах. Имеет большое влияние на Джая Валиа. Помогает Бани утвердить свои права в качестве жены Джая Валиа и главной хозяйки дома. |
| Каруна                                                                        | Суварнд Джа                               | Дочь Билло Маси, которую та не может простить. Каруна объединяется с Пией и Джигьясой, чтобы отомстить Бани за то, что в неё влюблён Тарун. |
| Сонали                                                                        | Амита Чандекар                            | Киноактриса, друг Джая Валиа. Надеется на брак с ним, но смиряется с новостью о его свадьбе с другой. |
| Рошни Чопра                                                                   | Ракшанда Хан                              | Бывшая подруга Джая Валиа. Свидетель аварии возле Парк-роуд, в которой погибла мать Бани. С помощью шантажа пытается заставить Джая развестись с Бани и женить его на себе. |
| Рохит Чопра                                                                   | Каран Патель / Саурабх Радж Джайн         | Брат Рошни Чопра, муж Ану. |
| Пушкар Шукла                                                                  | Наман Шоу                                 | Друг сестёр Бани, Пии и Рано. Помогает Бани нейтрализовать интриги Ранвира против них. Влюблён в Пию и, поддавшись на её уговоры, устраивает ей побег в день свадьбы с Джаем. Благодаря помощи Бани женится на Пии, несмотря на многочисленные попытки Джая помешать этому браку. Воспитывает сына Джая Вира. Умирает из-за Вира, намеренно не оказавшего ему помощь во время приступа астмы. |
| Мохан Ханделвал                                                               | Камал Саданах                             | Друг Джая Валиа, богатый бизнесмен, кредитор Нишиканта Дикшита. Был женат ранее и имеет дочь-Мира. Влюбляется в Бани Дикшит и предлагает ей выйти за него замуж, но отказывается от этой идеи, когда узнаёт, что она уже влюблена. Помогает Джаю Валиа разлучить Пию и Пушкара. |
| Тарун Саблок                                                                  | Паван Шанкар                              | Друг Джая Валиа, адвокат Бани в бракоразводном процессе. Влюбляется в Бани и становится её другом. Ревнуя к нему, Джай кладёт конец его дружбе с Бани, сообщая ей о том, что у Таруна обсессивно-компульсивный синдром. |
| Анупам Кападиа                                                                | Эйджаз Хан                                | Друг Джая Валиа, которому он приписывает отцовство ребёнка Пии перед Бани. |
| Барнали                                                                       | Нигяр Хан                                 | Владелица корпорации «NB», которая пытается скупить акции «Валиа групп». Арестована полицией из-за убийства отца Джая и Джигьясы. |
| Апараджит Деб                                                                 | Ронит Рой                                 | Главный мужской отрицательный персонаж. Известный хотельер. Считает Джая Валиа виновником потери своей возлюбленной. Использует Бани как инструмент своей мести. У Апараджита три сестры. |
| Мира Ханделвал/Джай-Валия                                                     | Паллави Субхаш                            | Женский отрицательный персонаж. Организовывает похищение и убийство первенцев Джая и Бани Валиа, чтобы выйти замуж за Джая. Однако даёт Джаю развод и разрешает снова жениться на Бани, когда узнаёт о болезни Ганги. Позднее неоднократно покушается на жизнь Бани, чтобы вернуть себе Джая. Арестована полицией. |
| Атхарва Валиа                                                                 | Атхарва Дханоркар                         | Сын Джая и Бани Валиа, брат-близнец Кришны. Убит похитителями в пятилетнем возрасте. |
| Кришна Валиа (1)                                                              | Дия Сонеча                                | Дочь Джая и Бани Валиа, сестра-близнец Атхарвы. Убита похитителями в пятилетнем возрасте. |
| Ганга Валиа                                                                   | Ахсаас Чанна / Прия Батиджа               | Старшая дочь Бани и Джая Валиа. В пятилетнем возрасте у неё обнаруживают рак крови. Помогает воссоединиться своим родителям. Управляет бизнесом отца вместе с братом Вики, когда становится взрослой. |
| Кришна Валиа (2)                                                              | Акшита Капур                              | Младшая дочь Бани и Джая Валиа, сестра-близнец Вики. |
| Вики Валиа                                                                    | Вивиан Дсена                              | Сын Миры и Джая Валиа. Управляет бизнесом отца вместе с сестрой Гангой. |
| Вир Валиа                                                                     | Маянк Ганди                               | Сын Джая Валиа и Пии, принятый и воспитанный Пушкаром. Став взрослым узнаёт о том, что его настоящий отец Джай Валиа и обещает Джигьясе разрушить дружбу сестёр Дикшит. Убивает Пушкара и покушается на жизнь Бани Валиа. |
| Варун Бали                                                                    | Гаутама Гулати                            | Сын Рано и Сахила Бали, племянник Бани Валиа. |
| Видья Бали                                                                    | Нитика Лакти                              | Дочь Ранвира и Раши Бали, кузина Варуна, подруга Ганги. |

## Музыка
| №  | Название песни                           | Название фильма / музыкального альбома                                | Исполнители                                         |
| -- | ---------------------------------------- | --------------------------------------------------------------------- | --------------------------------------------------- |
| 1  | Kasamh Se Title Song (Musqura Ke Jeewan) | оригинальная композиция                                               | -                                                   |
| 2  | Jiya Dhadak Dhadak Jaye (Aadat)          | «Ночь, перевернувшая жизнь» (2005); альбом Kalyug (2005)              | Рахат Фатех Али Хан                                 |
| 3  | Juda Ho Ke Bhi (Aadat)                   | альбом Aadat группы Jal                                               | Атиф Аслам                                          |
| 4  | Tere Bin                                 | «Ещё одно мгновение» (2006); альбом «Atif’s Tere Bin» Audio CD (2007) | Атиф Аслам                                          |
| 5  | Suna Suna                                | «Кришна коттедж» (2004)                                               | Шрея Гхошал                                         |
| 6  | Maula Mere Maula                         | «Художник Анвар» (2007); альбом «Anwar» (2006)                        | Руп Кумар Ратод                                     |
| 7  | Hamen Tumse Pyar Kitna                   | «Обратная сторона любви» (1981); альбом «Kudrat» (1980)               | Кишор Кумар / Парвин Султана                        |
| 8  | Soniye                                   | «Погибший из-за любви» (2006)                                         | Кришнакумар Куннат, Сунидхи Чаухан                  |
| 9  | Yeh Honsla                               | «Тонкие нити любви» (2006)                                            | Салим Мерчант, Шавкат Аманат Али                    |
| 10 | Ya Ali                                   | «Гангстер: История любви» (2006)                                      | Химеш Решаммия                                      |
| 11 | Dola Re Dola                             | «Девдас» (2002)                                                       | Кавита Субраманьям, Кришнакумар Куннат, Шрея Гхошал |
| 12 | Bahon Ke Darmiyan                        | «Мир музыки» (1996)                                                   | Алка Ягник, Харихаран                               |
| 13 | Bepanah Pyaar Hai Aaja                   | «Кришна коттедж» (2004)                                               | Шрея Гхошал                                         |
| 14 | Pyaar Karke Pachtaya                     | «Обратная сторона любви» (2006)                                       | Лабх Джанджуа                                       |
| 15 | Rock`N`Roll Soniye                       | «Никогда не говори «Прощай»» (2006)                                   | Шанкар Махадеван, Шаан и Махалакшми Айер            |
| 16 | Gustakh Dil Tere Liye                    | «Сердце просит большего» (2004)                                       | Сунидхи Чаухан                                      |
| 17 | Aaj Ki Raat                              | «Дон. Главарь мафии» (2006)                                           | Алиша Чинай, Махалакшми Айер, Сону Нигам            |

## Съёмки
Сцены с изменой Джая Валиа своей жене изначально планировалось снимать в Бангкоке, но позднее местом их съёмок был выбран Дубай. Но из-за того, что исполнительнице главной женской роли Прачи Десаи исполнялось 18 лет только накануне поездки ей сначала отказали в визе. В 2007 году благодаря популярности телесериала в Турции Министерство туризма этой страны пригласило съёмочную группу снять несколько серий на турецкой территории.
В процессе съёмок несколько актрис изначально игравших в телесериале покинули его, но позднее вернулись. В 2007 году, чтобы оживить интерес к телесериалу, роль Джигьясы в нём опять стала играть Ашвини Калсекар. В следующем году по требованию телеканала Zee TV всего через полгода своего отсутствия в «Обещание» на несколько недель была возвращена Рошни Чопра, несмотря на то, что телесериал уже совершил скачок в 16 лет. Причиной её появления стало недовольство игрой актрисы Ашвини Савант и её участием в телесериале, который транслировался на том же телеканале следующим по времени. В 2008 году из телесериала ушла исполнительница главной женской роли актриса Прачи Десаи, так как это стало одним из условий её дебюта в Болливуде в фильме «Играем рок!!» / «Rock On!!» (2008). Она снималась в «Обещании» до 3 апреля 2008 года, однако в 2009 году Прачи Десаи появилась в заключительной серии телесериала.
В 2009 году производителем было принято решение о завершении съёмок данного телесериала. Среди причин назывались необходимость сокращения расходов во время мировой рецессии, высокая стоимость производства этого телесериала и недостаточное количество прибыли, получаемой от его показа. Кроме того, сюжетная линия телесериала за несколько лет своего развития оказалась исчерпанной.

## Показ
«Обещание» — первый индийский телесериал, показанный в Турции.
В России показ этого телесериала начался 4 марта 2013 года по телеканалу Zee TV, но осуществлялся в урезанном виде, что привело к существенному расхождению содержания и нумерации серий русской версии с оригинальной. Телесериал закончился в России 23 августа 2013 года на 125 серии.

## Награды
В 2006 году:
- 6th Indian Telly Awards 2006: Лучший игровой сериал, «Kasamh Se» от «Balaji Telefilms»[17].
- 6th Indian Telly Awards 2006: Лучший актёр в негативной роли (женщина), Ашвини Калсекар как Джигьяса в «Kasamh Se»[17].
- 6th Indian Telly Awards 2006: Лучшая актриса (популярная), Прачи Десаи как Бани в «Kasamh Se»[17].
- 6th Indian Telly Awards 2006: Лучший актёр (мужчина), Рам Капур как Джай Валиа в «Kasamh Se»[17].
- 6th Indian Telly Awards 2006: Экранная пара года, Рам Капур & Прачи Десаи как Джай Валиа & Бани в «Kasamh Se»[17].
- The Indian Television Academy Awards: Лучший драматический актёр (жюри), Рам Капур как Джай Валиа в «Kasamh Se»[18]..
- The Indian Television Academy Awards: Лучший драматический сериал (жюри), «Kasamh Se», Zee Telefilms Ltd.[18].

В 2007 году:
- 7th Indian Telly Awards: Лучший актёр в негативной роли, Ронит Рой в «Kasamh Se»[19].
- 7th Indian Telly Awards: Лучшая актриса (популярная), Прачи Десаи в «Kasamh Se»[19].
- 7th Indian Telly Awards: Лучший актёр (популярный), Рам Капур в «Kasamh Se»[19].
- 15th Kalakar Awards: Лучший сериал, «Kasamh Se», Экта Капур (продюсер)[20].
- 15th Kalakar Awards: Лучшая актриса (телевидение), Прачи Десаи — Бани в «Kasamh Se»[20].
- Sansui Television Awards 2008: Лучшая актриса, Прачи Десаи в «Kasamh Se»[21].
- Sansui Television Awards 2008: Лучший сериал, «Kasamh Se»[21].
- Zee Rishtey Awards: Любимая невестка — замужняя свояченица, Прачи Десаи & Ашвини Калсекар как Бани & Джигьяса в «Kasamh Se»[22].

В 2008 году:
- The Global Indian Film and TV Honours: Лучший актёр в ведущей роли (женщина), Прачи Десаи в «Kasamh Se».
- The Eighth Indian Telly Awards: Лучшая продолжающаяся TV программа, «Kasamh Se», Zee TV, Balaji Telefilms[23].
- The Eighth Indian Telly Awards: Специальное представление к телевизионной награде, Прачи Десаи[23].
- Sansui Television Awards 2008: Лучший актёр (популярный), Рам Капур в «Kasamh Se»[24].
- Sansui Television Awards 2008: Лучшая актриса (популярная), Прачи Десаи в «Kasamh Se»[24].